# Трики, Пола
Пола Трики (англ. Paula Sue Trickey; р. 27 марта 1966) — американская киноактриса.
Снималась в эпизодических ролях сериалов «Санта-Барбара», «Беверли-Хиллз 90210». Была вице-мисс США. Завоевала известность благодаря роли офицера Кори Макнамара в сериале «Спецподразделение Пасифик».

## Частичная фильмография
- Одинокие сердца (телесериал) (2006—2007)
- McBride: Murder Past Midnight (2005) (ТВ)
- Gone But Not Forgotten (2004) (ТВ)
- A Carol Christmas (2003) (ТВ)
- Pacific Blue (1996—2000) (телесериал)
- База / The Base (1999) (телефильм)
- A Kiss Goodnight (1994) (ТВ)
- Ренегат / Renegade (1993—1994) (телесериал)
- Беверли-Хиллз 90210 / Beverly Hills 90210 (1992, 1993) (телесериал)
- Маньяк-полицейский 2 (1990)